# Embry
Pour les articles homonymes, voir Embry (homonymie).
Embry est une commune française située dans le département du Pas-de-Calais en région Hauts-de-France. Ses habitants sont appelés les Embryens.
La commune fait partie de la communauté de communes du Haut Pays du Montreuillois qui regroupe 49 communes et compte 15 703 habitants en 2021.
La commune a donné son nom au ruisseau de l'Embrienne (affluent de la Créquoise qui se jette elle-même dans la Canche) et à la « Vallée de l'Embrienne ».

## Géographie

### Localisation
Localisée dans le sud-ouest du département du Pas-de-Calais, Embry est une commune traversée par la rivière Embrienne et située, à vol d'oiseau, à 12 km au sud-ouest de la commune de Fruges, à 12 km au nord-ouest de la commune d'Hesdin-la-Forêt et à 13 km au nord-est de la commune de Montreuil-sur-Mer (chef-lieu d'arrondissement).
Le territoire de la commune est limitrophe de ceux de neuf communes.
Les communes limitrophes sont Rimboval, Boubers-lès-Hesmond, Humbert, Lebiez, Royon, Saint-Denœux, Saint-Michel-sous-Bois, Créquy et Hesmond.

### Géologie et relief
La superficie de la commune est de 11,69 km2 ; son altitude varie de 55  à   177 m.

### Hydrographie
Le territoire de la commune est situé dans le bassin Artois-Picardie.
La commune est traversée par quatre petits cours d'eau :
- l'Embrienne, d'une longueur de 6,19 km, qui prend sa source dans la commune de Rimboval et se jette dans la Créquoise au niveau de la commune d'Hesmond[4] ;
- l'Hesmond, d'une longueur de 4,87 km, qui prend sa source dans la commune et se jette dans la Créquoise au niveau de la commune d'Offin[5] ;
- le Ronville, d'une longueur de 4,79 km, qui prend sa source dans la commune de Rimboval et se jette dans l'Embrienne au niveau de la commune[6] ;
- le Petit Hesmond, d'une longueur de 2,82 km, qui prend sa source dans la commune et se jette dans l'Embrienne au niveau de la commune d'Hesmond[7].

Ainsi que par trois petits ruisseaux qui prennent leur source dans la commune et finissent leur course également dans la commune :

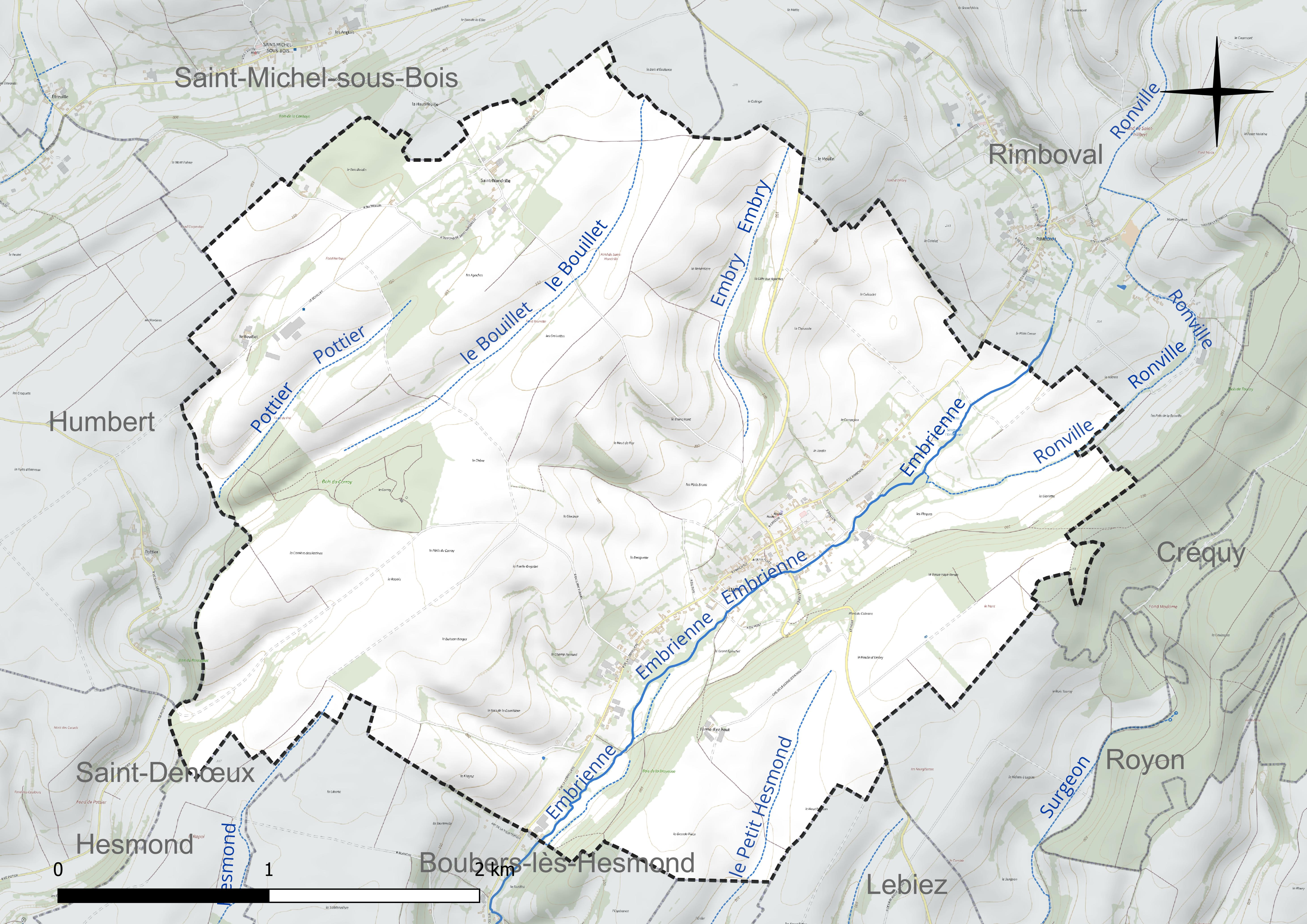
Réseau hydrographique d'Embry.

- le Bouillet, d'une longueur de 2,32 km[8] ;
- l'Embry, d'une longueur de 1,47 km[9] ;
- le Pottier, d'une longueur de 1,32 km[10].

### Climat
Pour des articles plus généraux, voir Climat des Hauts-de-France et Climat du Pas-de-Calais.
En 2010, le climat de la commune est de type climat océanique franc, selon une étude du CNRS s'appuyant sur une série de données couvrant la période 1971-2000. En 2020, Météo-France publie une typologie des climats de la France métropolitaine dans laquelle la commune est exposée à un climat océanique et est dans la région climatique Côtes de la Manche orientale, caractérisée par un faible ensoleillement (1 550 h/an) ; forte humidité de l’air (plus de 20 h/jour avec humidité relative > 80 % en hiver), vents forts fréquents.
Pour la période 1971-2000, la température annuelle moyenne est de 10,3 °C, avec une amplitude thermique annuelle de 12,8 °C. Le cumul annuel moyen de précipitations est de 1 015 mm, avec 13 jours de précipitations en janvier et 8,6 jours en juillet. Pour la période 1991-2020, la température moyenne annuelle observée sur la station météorologique la plus proche, située sur la commune de Radinghem à 12 km à vol d'oiseau, est de 10,5 °C et le cumul annuel moyen de précipitations est de 1 038,1 mm,. Pour l'avenir, les paramètres climatiques de la commune estimés pour 2050 selon différents scénarios d'émission de gaz à effet de serre sont consultables sur un site dédié publié par Météo-France en novembre 2022.

### Paysages
Pour un article plus général, voir Paysage en France.
La commune est située dans le « paysage montreuillois » tel que défini dans l’atlas des paysages de la région Nord-Pas-de-Calais, conçu par la direction régionale de l'Environnement, de l'Aménagement et du Logement (DREAL),. Ce paysage, qui concerne 98 communes, se délimite : à l’Ouest par des falaises qui, avec le recul de la mer, ont donné naissance aux bas-champs ourlées de dunes ; au Nord par la boutonnière du Boulonnais ; au sud par le vaste plateau formé par la vallée de l’Authie, et à l’Est par les paysages du Ternois et de Haut-Artois. Ce paysage régional, avec, dans son axe central, la vallée de la Canche et ses nombreux affluents comme la Course, la Créquoise, la Planquette…, offre une alternance de vallées et de plateaux, appelée « ondulations montreuilloises ». Dans ce paysage, et plus particulièrement sur les plateaux, on cultive la betterave sucrière, le blé et le maïs, et les plateaux entre la Ternoise et la Créquoise sont couverts de vastes massifs forestiers comme la forêt d'Hesdin, les bois de Fressin, Sains-lès-Fressin, Créquy….

### Milieux naturels et biodiversité

#### Zones naturelles d'intérêt écologique, faunistique et floristique
L’inventaire des zones naturelles d'intérêt écologique, faunistique et floristique (ZNIEFF) a pour objectif de réaliser une couverture des zones les plus intéressantes sur le plan écologique, essentiellement dans la perspective d’améliorer la connaissance du patrimoine naturel national et de fournir aux différents décideurs un outil d’aide à la prise en compte de l’environnement dans l’aménagement du territoire.
Le territoire communal comprend une ZNIEFF de type 1 : le bois de Créquy. D’une superficie de 2 017 ha et d'une altitude variant de 54  à   182 m, c'est un des plus vastes massifs boisés des hautes terres artésiennes.
et une ZNIEFF de type 2 :
les vallées de la Créquoise et de la Planquette, d’une superficie de 15 157 ha et d'une altitude variant de 13  à   181 m. Ces deux vallées se situent aux confins de deux régions naturelles : le Haut Pays d’Artois et le Ternois et constituent un des paysages ruraux traditionnels du Nord-Pas-de-Calais les mieux conservés.

Carte des ZNIEFF de type 1 et 2 sur la commune
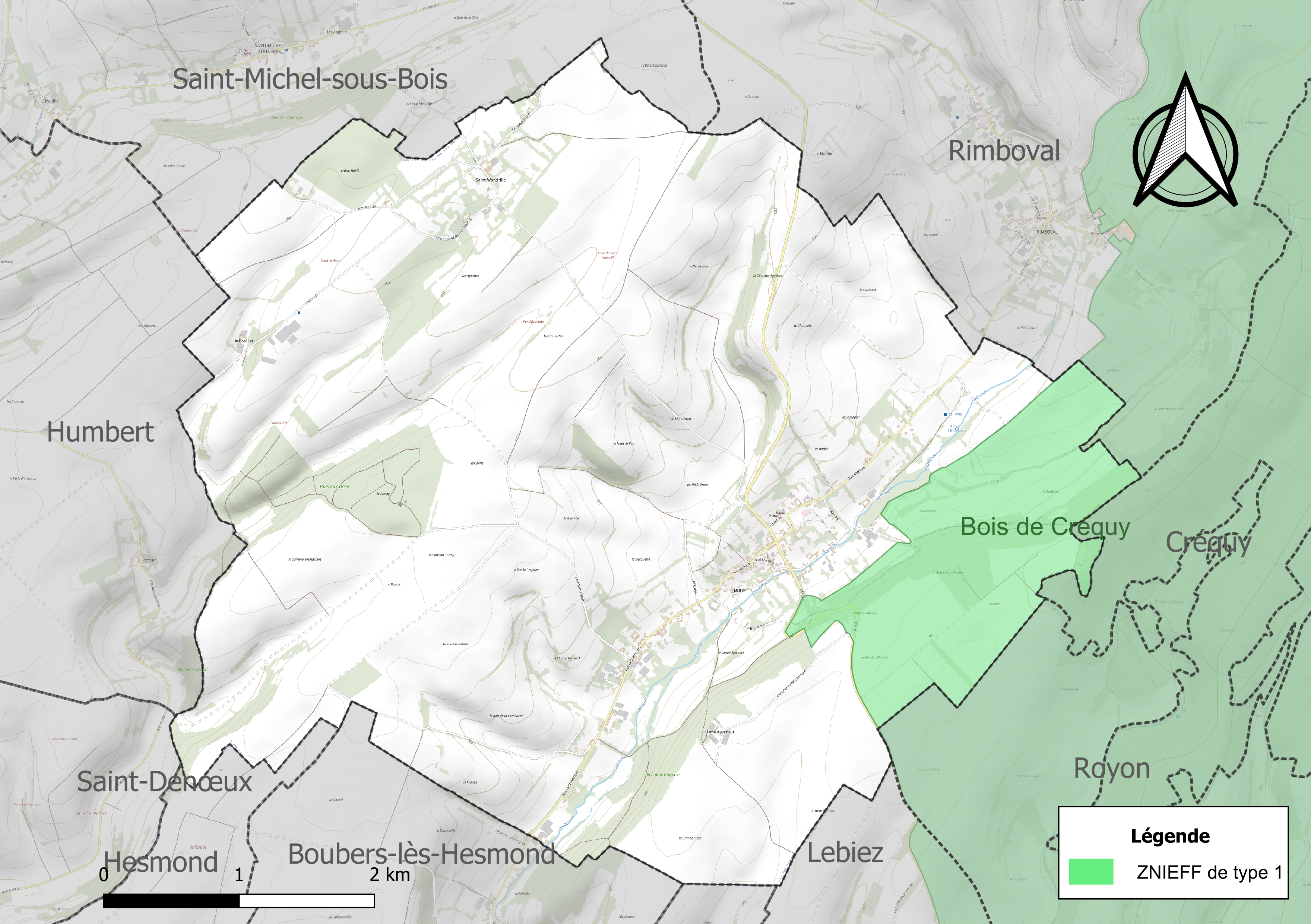
Carte de la ZNIEFF de type 1 sur la commune.
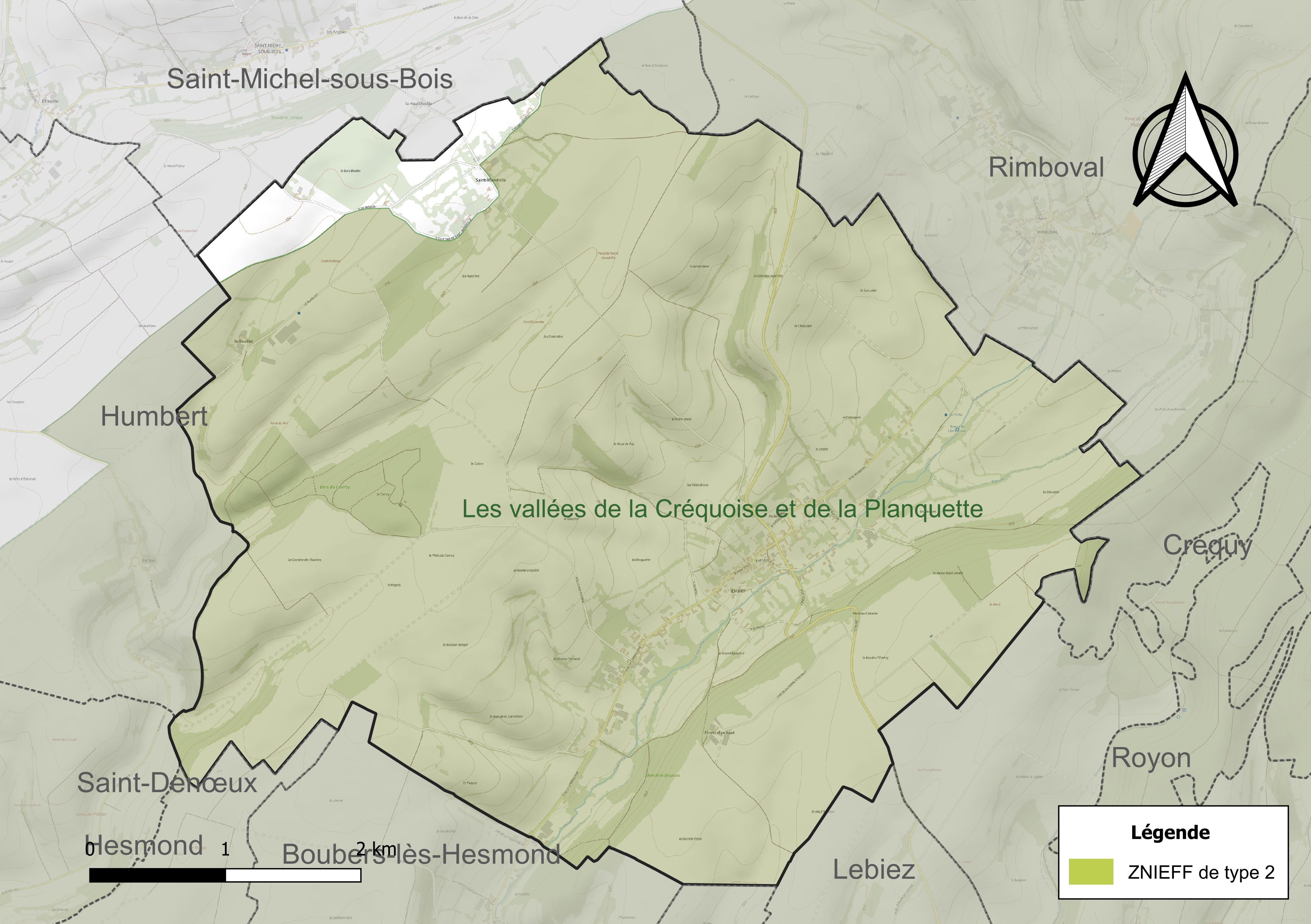
Carte de la ZNIEFF de type 2 sur la commune.

## Urbanisme

### Typologie
Au 1er janvier 2024, Embry est catégorisée commune rurale à habitat dispersé, selon la nouvelle grille communale de densité à sept niveaux définie par l'Insee en 2022.
Elle est située hors unité urbaine et hors attraction des villes,.

### Occupation des sols
L'occupation des sols de la commune, telle qu'elle ressort de la base de données européenne d’occupation biophysique des sols Corine Land Cover (CLC), est marquée par l'importance des territoires agricoles (89,9 % en 2018), une proportion identique à celle de 1990 (89,9 %). La répartition détaillée en 2018 est la suivante : 
terres arables (63,8 %), prairies (21,3 %), forêts (7,6 %), zones agricoles hétérogènes (4,9 %), zones urbanisées (2,5 %). L'évolution de l’occupation des sols de la commune et de ses infrastructures peut être observée sur les différentes représentations cartographiques du territoire : la carte de Cassini (XVIIIe siècle), la carte d'état-major (1820-1866) et les cartes ou photos aériennes de l'IGN pour la période actuelle (1950 à aujourd'hui).

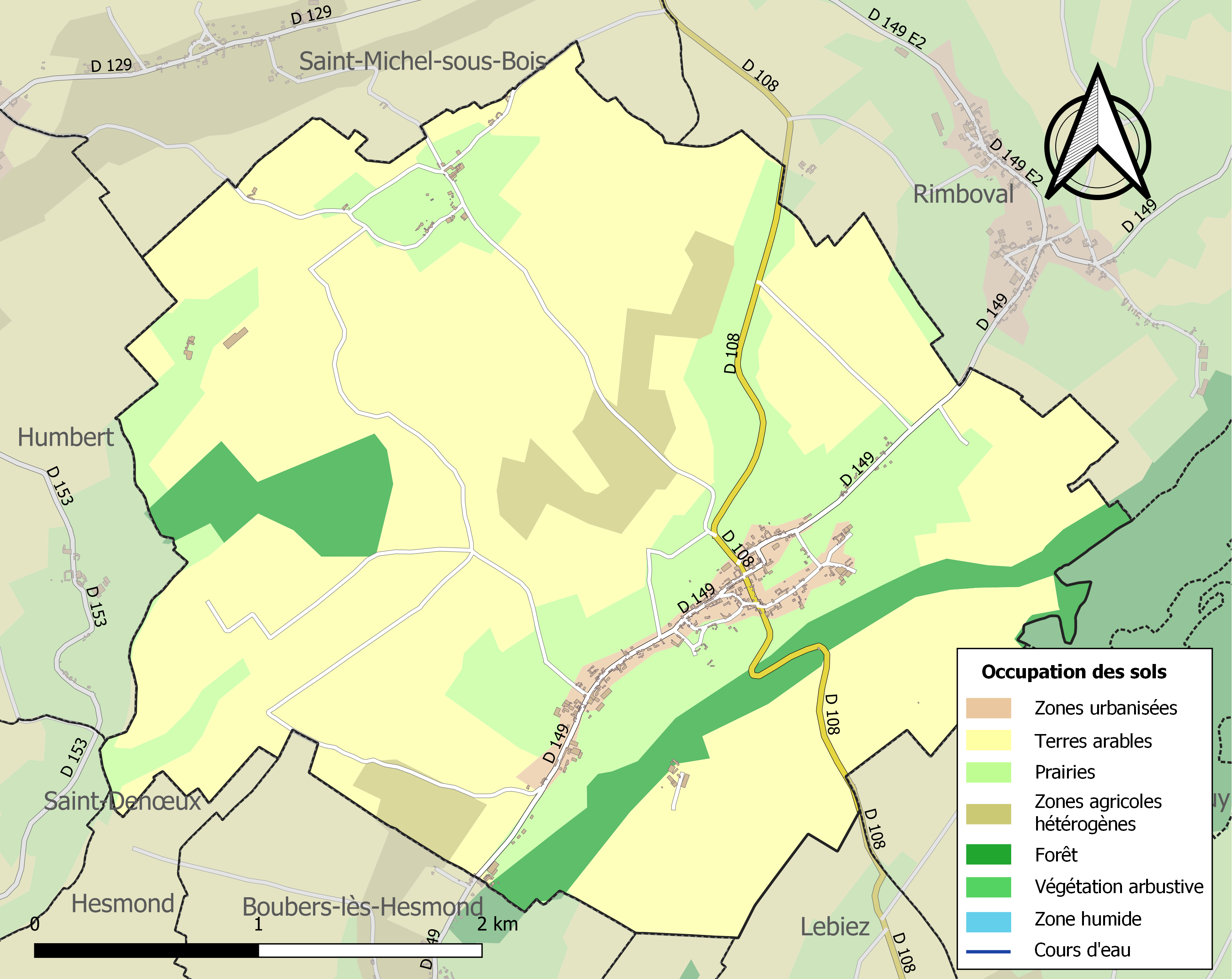
Carte des infrastructures et de l'occupation des sols de la commune en 2018 (CLC).

### Voies de communication et transports

#### Voies de communication
La commune est desservie par les routes départementales D 108 et D 149.

#### Transport ferroviaire
La commune se trouve à 11 km, au nord-est, de la gare de Beaurainville, située sur la ligne de Saint-Pol-sur-Ternoise à Étaples, desservie par des trains TER Hauts-de-France.

## Toponymie
Le nom de la localité est attesté sous les formes Amaniacum au IXe siècle ; Embriacum en 826 ; Embreka en 838 ; Embrica en 868 ;  Embri en 1311 ; Embry vers 1512, Embry depuis 1793 et 1801
Vient du nom d'homme gaulois Ambarrius suivit du suffixe -acos, -acum « domaine (de) ».
Embreke en flamand.

## Histoire
À Embry se dressa longtemps un château-fort à la sortie du village en direction du sud-ouest. Les détenteurs étaient les membres de la famille de Renty dont Oudart 1er, chevalier de Renty. Baudouin de Renty, père de Oudart, a résidé dans ce château estimé froid, austère, humide et sombre, durant les ravages causés par les guerres avant et au début de la guerre de Cent Ans. Son fils Oudart en fut le 1er châtelain. Il y vécut avec son épouse Catherine d'Azincourt dont postérité.
Foulques de Renty, seigneur d'Embry, a combattu et trouvé la mort à la bataille d'Azincourt en 1415.
Le château se composait d'une tour donjon renforcée par des arcs-boutants à la base et des créneaux en chef. À côté, une muraille fermait une basse cour abritant les écuries et les communs. Le tout était cerné d'eau courante dans un large fossé. Cette eau venait d'une source qui y jaillissait. À la lisière du bois de Créquy, ce château a d'abord été une motte féodale avec un donjon en bois. Puis au XIIe siècle fut construit un nouveau donjon pratiquement carré. Au XIIIe siècle, furent ajoutés des angles de pierre en pointes de diamant. Le donjon fut renforcé et les fenêtres du haut agrandies.
De l'ancien château, détruit le 3 mai 1595, il n'en reste qu'un monticule dans les bois où des traces de pierres et le fossé témoignent de sa présence par le passé. Aujourd’hui, un manoir du XIXe siècle construit en brique et tout proche de l'église, est considéré par les locaux comme le château d'Embry.
L'église d'Embry est en grande partie d'époque médiévale. Elle a été ensuite rénovée à la Renaissance par Eustache II de Renty, descendant de Oudart et qui vivait à Embry. Il avait offert une cloche au clocher de son village pour se concilier les habitants et percevoir plus facilement une part de la dîme.
En 1787, Ferdinand Philippe Bernard de Bryas, chevalier, est marquis de Bryas, Royon et Embry et domicilié au château de Royon. Il est également détenteur d'un fief dit Oudenhove dans la châtellenie de Bourbourg.

## Politique et administration

### Découpage territorial
La commune se trouve dans l'arrondissement de Montreuil du département du Pas-de-Calais, depuis 1801.

#### Commune et intercommunalités
La commune est membre de la communauté de communes du Haut Pays du Montreuillois.

#### Circonscriptions administratives
La commune est rattachée au canton de Fruges, depuis 1801.

#### Circonscriptions électorales
Pour l'élection des députés, la commune fait partie de la quatrième circonscription du Pas-de-Calais.

### Élections municipales et communautaires

#### Liste des maires
| Période                                  | Période                       | Identité         | Étiquette | Qualité                          |
| ---------------------------------------- | ----------------------------- | ---------------- | --------- | -------------------------------- |
| Les données manquantes sont à compléter. |                               |                  |           |                                  |
|                                          | 1987                          | Léon Baillet     |           | Décédé en fonction               |
| 1987                                     | 2014                          | Francis Verhamme | DVD       | Employé à La Poste               |
| 2014                                     | 2020                          | Philippe Deram   |           | Agriculteur,                     |
| 3 juillet 2020                           | En cours (au 15 février 2022) | Bruno Boulogne   |           | Employé de la fonction publique, |

## Équipements et services publics

### Enseignement
La commune est située dans l'académie de Lille et dépend, pour les vacances scolaires, de la zone B.
La commune administre, en regroupement pédagogique intercommunal (RPI), une école élémentaire.

### Justice, sécurité, secours et défense
La commune dépend du tribunal de proximité de Montreuil-sur-Mer, du conseil de prud'hommes de Boulogne-sur-Mer, du tribunal judiciaire de Boulogne-sur-Mer, de la cour d'appel de Douai, du tribunal de commerce de Boulogne-sur-Mer, du tribunal administratif de Lille, de la cour administrative d'appel de Douai, du pôle nationalité du tribunal judiciaire de Boulogne-sur-Mer et du tribunal pour enfants de Boulogne-sur-Mer.

## Population et société

### Démographie
Les habitants sont appelés les Embryens.

#### Évolution démographique
L'évolution du nombre d'habitants est connue à travers les recensements de la population effectués dans la commune depuis 1793. Pour les communes de moins de 10 000 habitants, une enquête de recensement portant sur toute la population est réalisée tous les cinq ans, les populations de référence des années intermédiaires étant quant à elles estimées par interpolation ou extrapolation. Pour la commune, le premier recensement exhaustif entrant dans le cadre du nouveau dispositif a été réalisé en 2008.

En 2022, la commune comptait 235 habitants, en évolution de −2,89 % par rapport à 2016 (Pas-de-Calais : −0,72 %, France hors Mayotte : +2,11 %).
| 1793 | 1800 | 1806 | 1821 | 1831 | 1836 | 1841 | 1846 | 1851 |
| ---- | ---- | ---- | ---- | ---- | ---- | ---- | ---- | ---- |
| 681  | 666  | 725  | 744  | 761  | 785  | 738  | 719  | 654  |

| 1856 | 1861 | 1866 | 1872 | 1876 | 1881 | 1886 | 1891 | 1896 |
| ---- | ---- | ---- | ---- | ---- | ---- | ---- | ---- | ---- |
| 644  | 630  | 667  | 669  | 659  | 555  | 568  | 601  | 608  |

| 1901 | 1906 | 1911 | 1921 | 1926 | 1931 | 1936 | 1946 | 1954 |
| ---- | ---- | ---- | ---- | ---- | ---- | ---- | ---- | ---- |
| 591  | 531  | 481  | 423  | 379  | 355  | 394  | 368  | 360  |

| 1962 | 1968 | 1975 | 1982 | 1990 | 1999 | 2006 | 2008 | 2013 |
| ---- | ---- | ---- | ---- | ---- | ---- | ---- | ---- | ---- |
| 349  | 316  | 288  | 251  | 226  | 203  | 224  | 230  | 254  |

| 2018 | 2022 | - | - | - | - | - | - | - |
| ---- | ---- | - | - | - | - | - | - | - |
| 236  | 235  | - | - | - | - | - | - | - |

#### Pyramide des âges
En 2018, le taux de personnes d'un âge inférieur à 30 ans s'élève à 34,4 %, soit en dessous de la moyenne départementale (36,7 %). À l'inverse, le taux de personnes d'âge supérieur à 60 ans est de 35,6 % la même année, alors qu'il est de 24,9 % au niveau départemental.
En 2018, la commune comptait 122 hommes pour 114 femmes, soit un taux de 51,69 % d'hommes, largement supérieur au taux départemental (48,5 %).
Les pyramides des âges de la commune et du département s'établissent comme suit.
| Hommes | Classe d’âge | Femmes |
| ------ | ------------ | ------ |
| 0,0    | 90 ou +      | 0,9    |
| 12,3   | 75-89 ans    | 14,9   |
| 24,6   | 60-74 ans    | 18,4   |
| 17,2   | 45-59 ans    | 16,7   |
| 9,0    | 30-44 ans    | 17,5   |
| 20,5   | 15-29 ans    | 17,5   |
| 16,4   | 0-14 ans     | 14,0   |

| Hommes | Classe d’âge | Femmes |
| ------ | ------------ | ------ |
| 0,5    | 90 ou +      | 1,6    |
| 5,6    | 75-89 ans    | 8,9    |
| 16,7   | 60-74 ans    | 18,1   |
| 20,2   | 45-59 ans    | 19,2   |
| 18,9   | 30-44 ans    | 18,1   |
| 18,2   | 15-29 ans    | 16,2   |
| 19,9   | 0-14 ans     | 17,9   |

### Manifestations culturelles et festivités
Trois associations des communes d'Embry et Royon organisent chaque année à Embry une course de caisses à savon. 2025 est la 7e édition de cette manifestation qui accueille une soixante de concurrents, répartis en catégorie sport et folklore, sur une descente de 1 300 mètres. La commune accueillera le championnat de France de 2027.

## Culture locale et patrimoine

### Lieux et monuments
- L'église Saint-Martin datant du XVe siècle. Elle héberge deux éléments patrimoniaux classés ou inscrits au titre d'objet des monuments historiques : les fonts baptismaux classés depuis le 1er mai 1908[49] et une pyxide inscrite depuis le 14 février 2020[50].

L'église Saint-Martin.
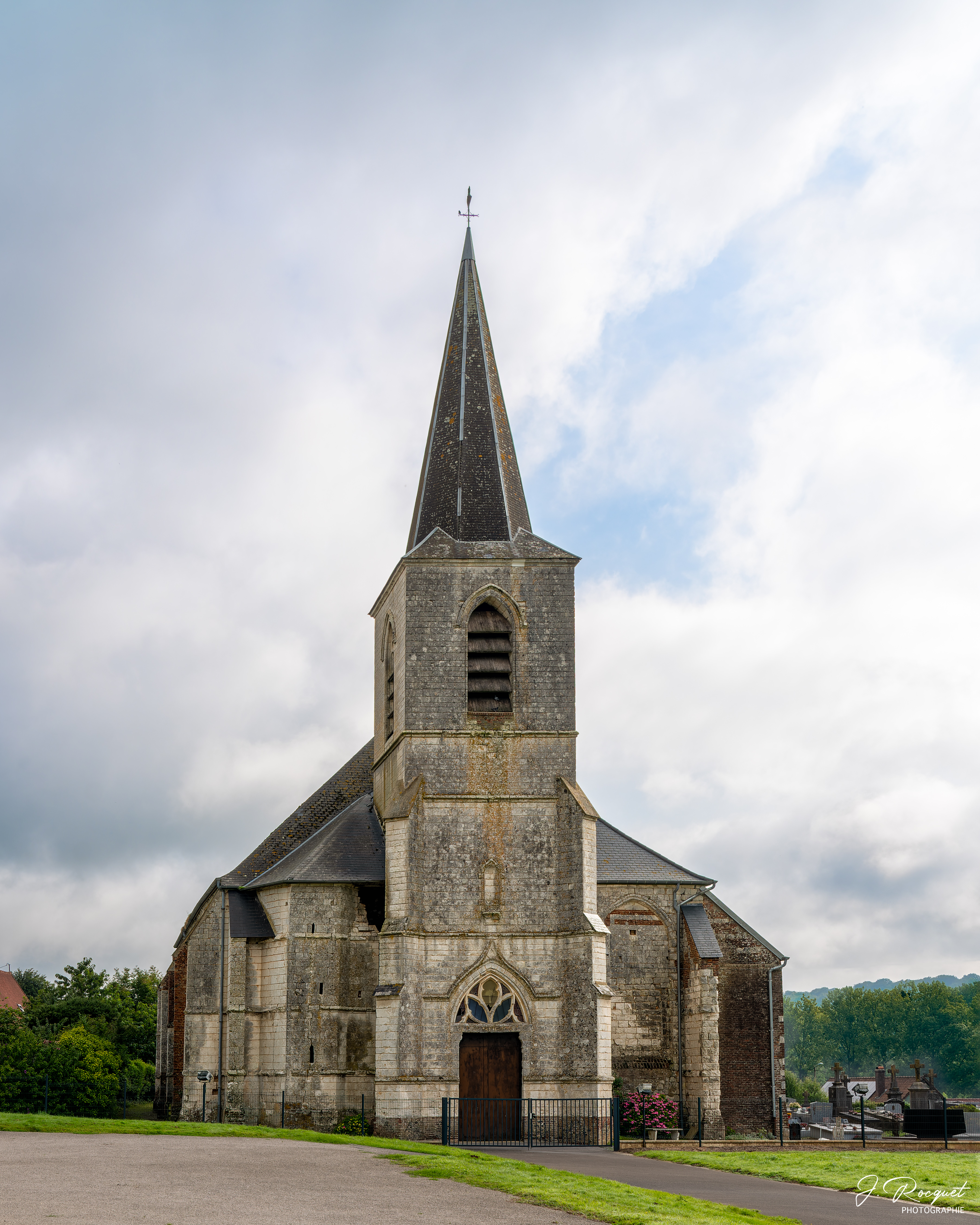
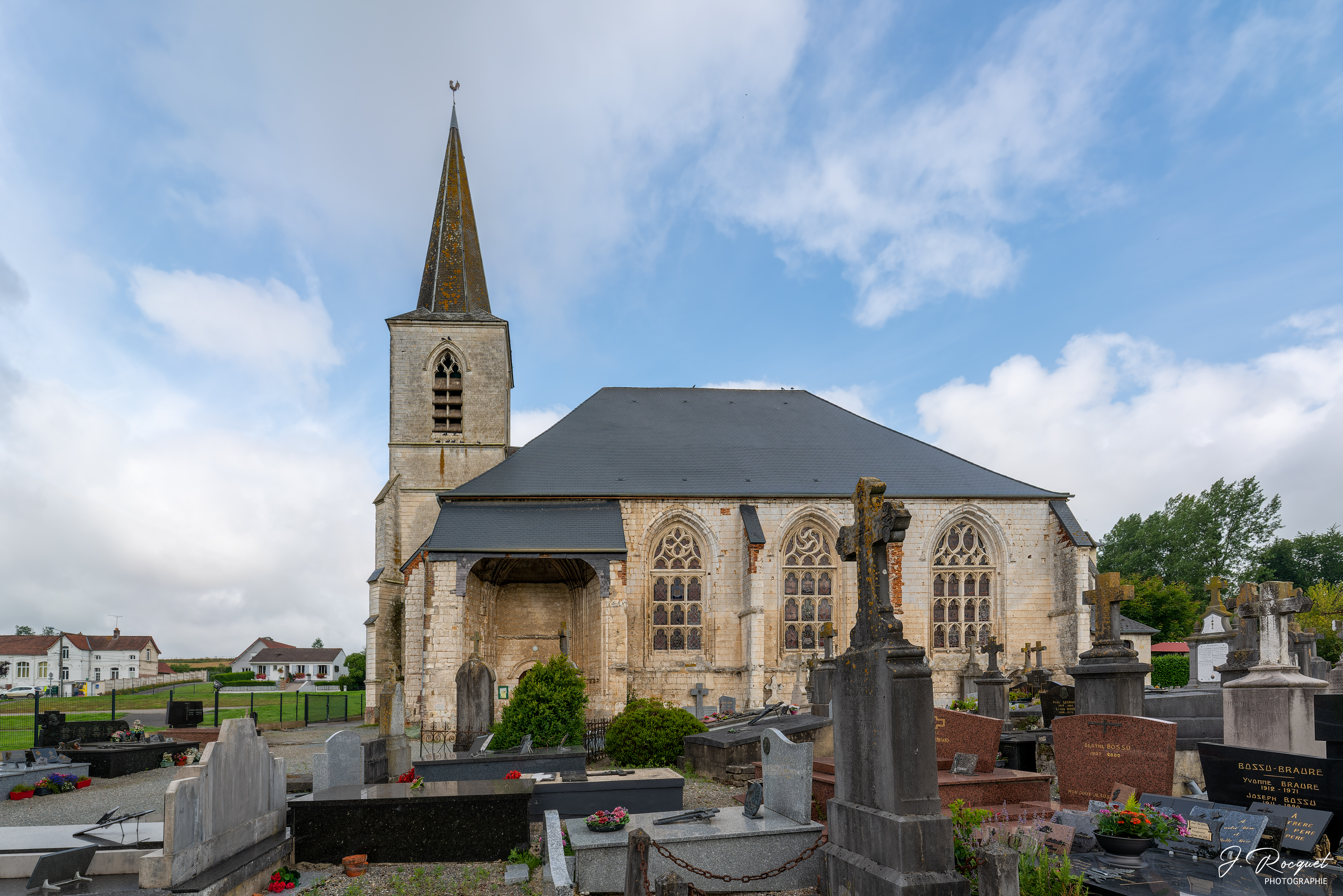
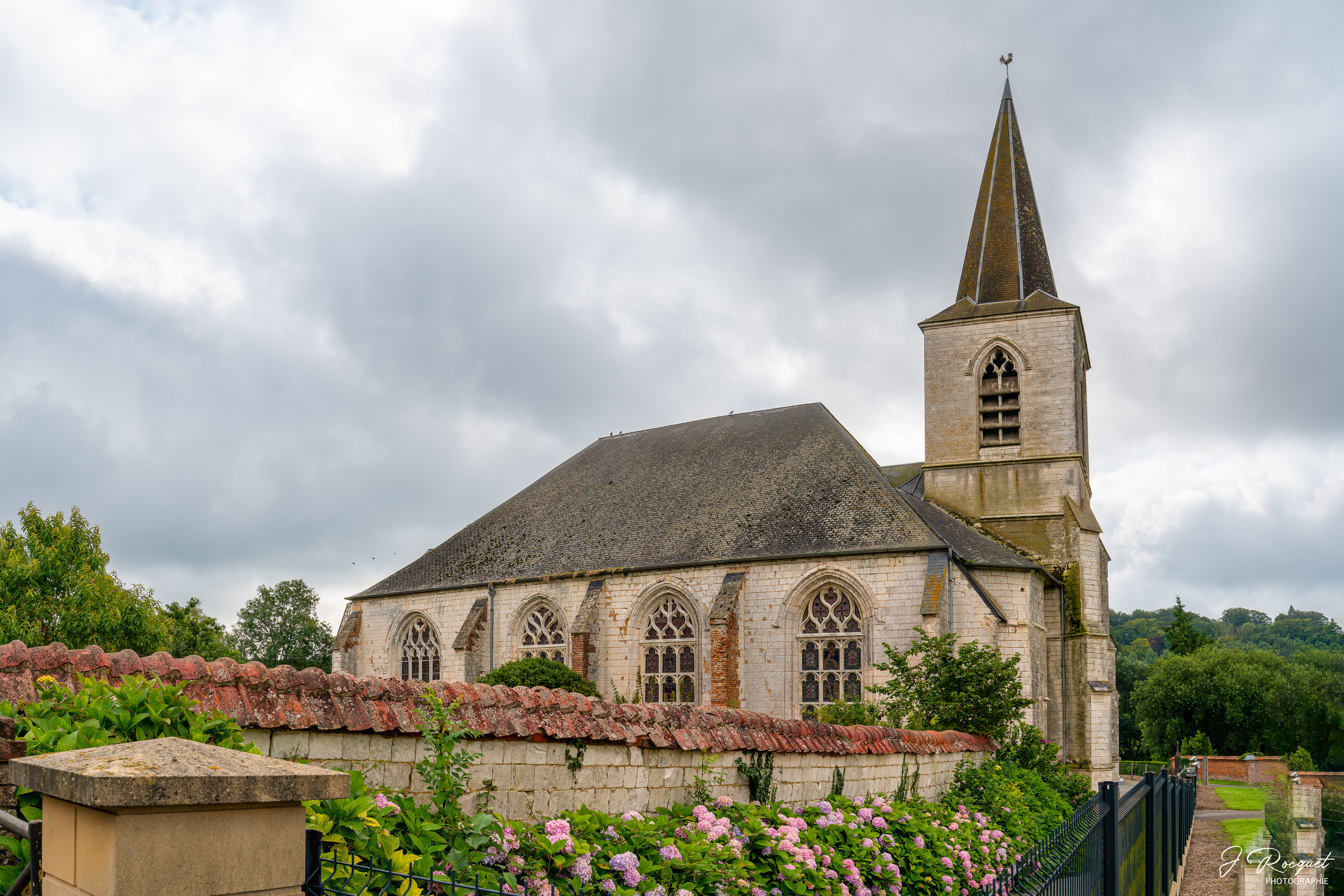
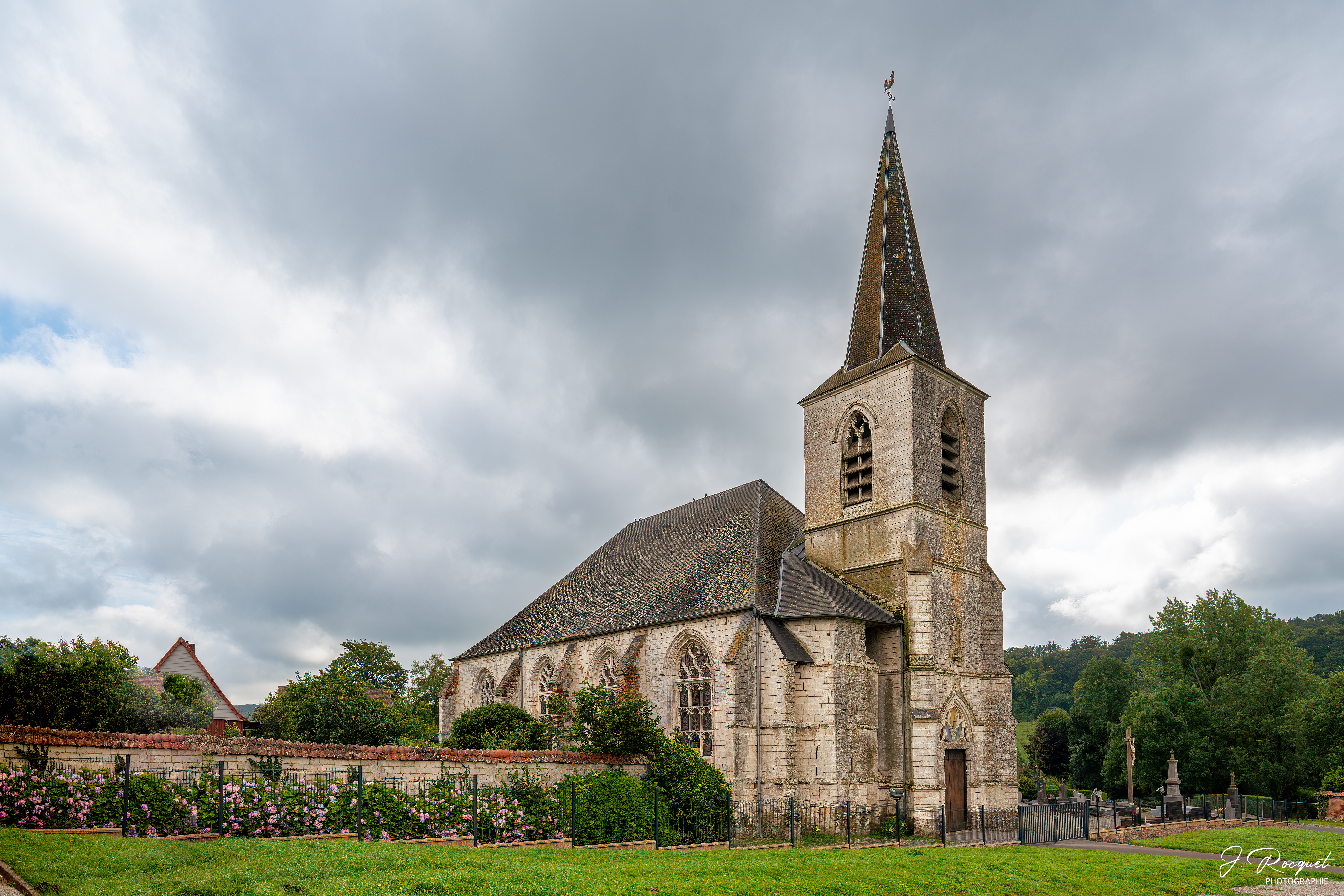

- La chapelle Notre-Dame-de-Lourdes[51]. Une plaque est fixée à gauche de l'entrée. Il y est indiqué le texte suivant : « Cette chapelle a été construite en l'an 1874 par la famille Duflos Lefebvre d'Embry en reconnaissance à N.D.de Lourdes pour une guérison inespérée ».

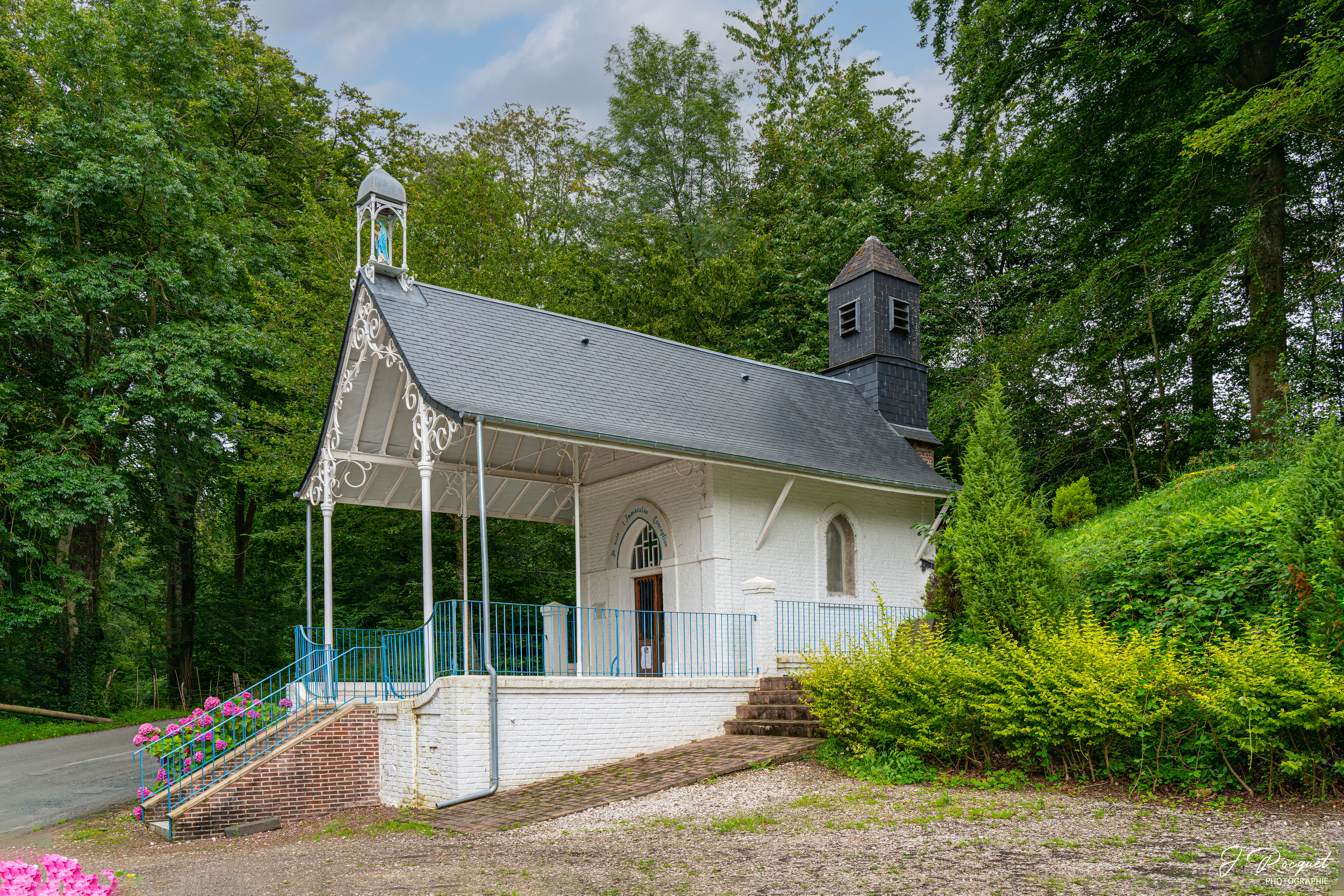
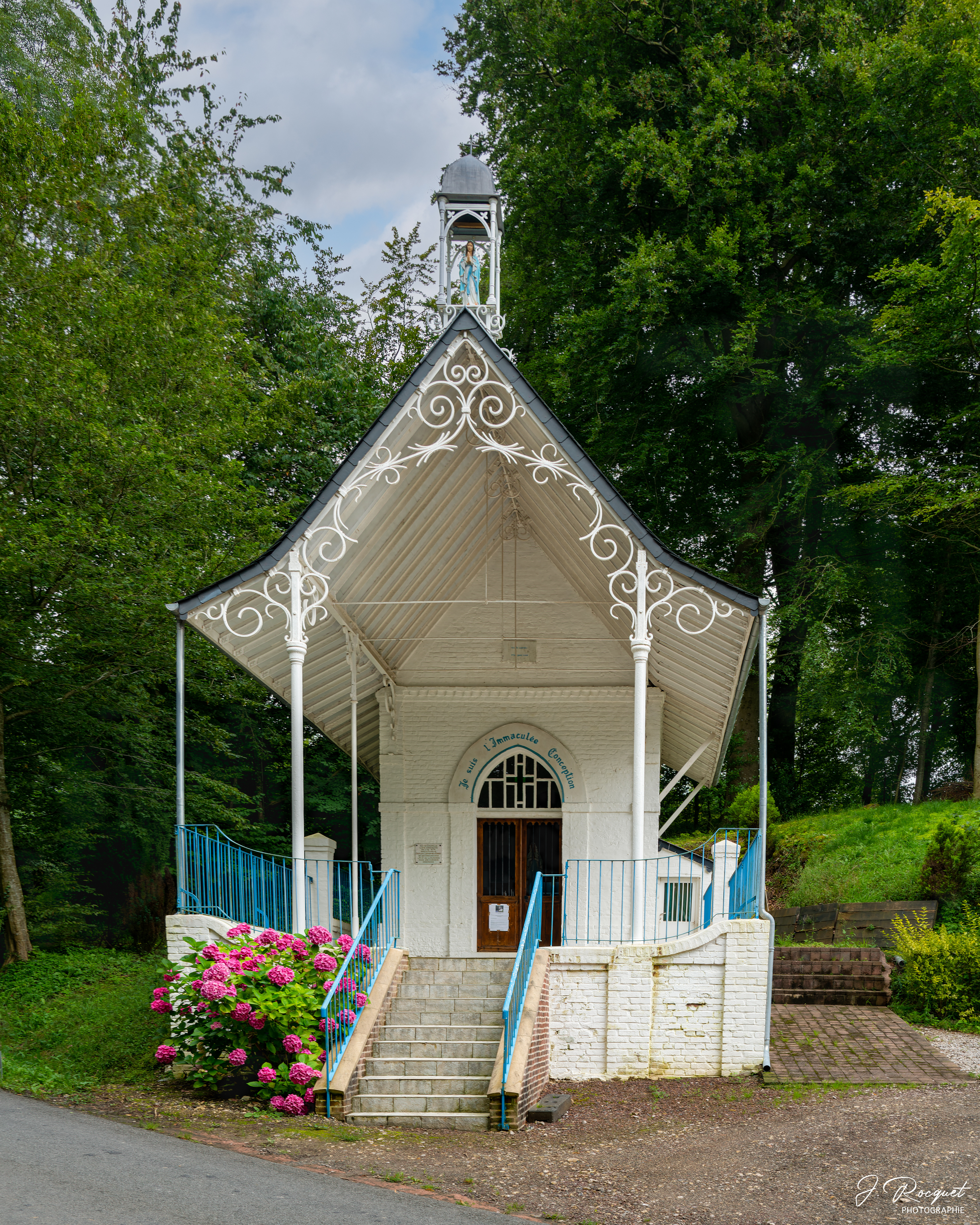

- Le manoir.
- Le monument aux morts[52].

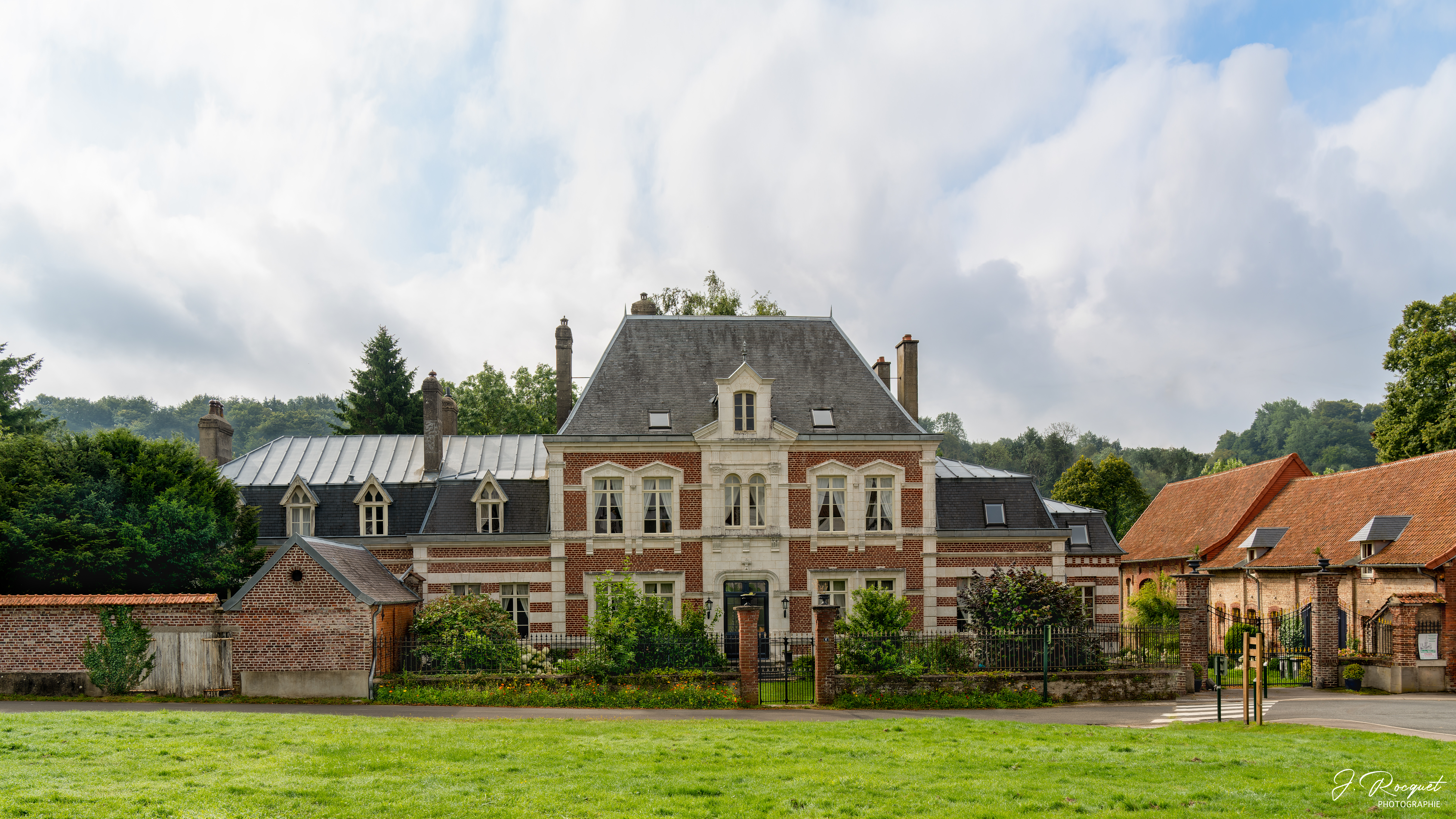
Un manoir, propriété privée.
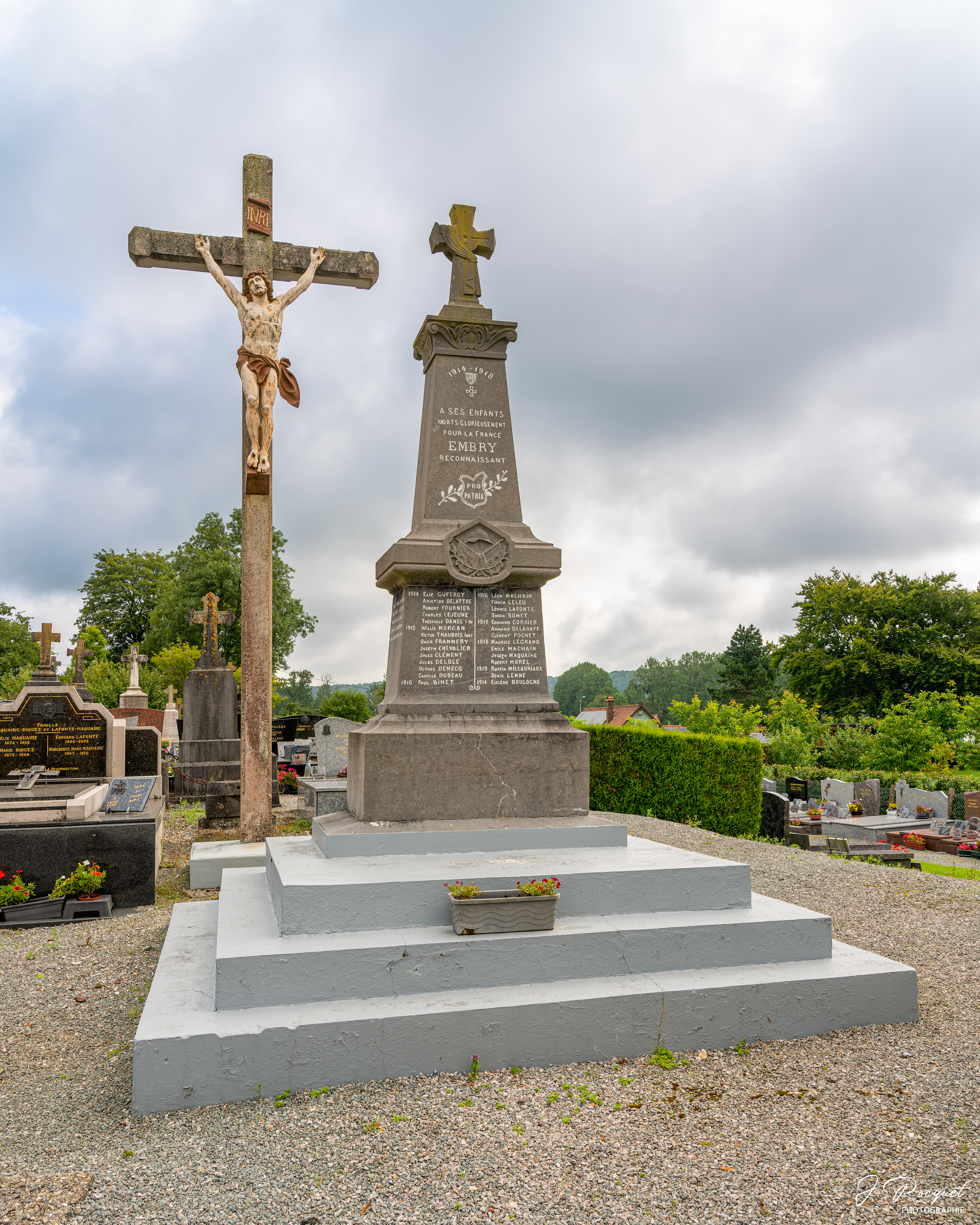
Le monument aux morts, devant un calvaire.

### Héraldique
| Blason de Embry | Blason  | D'argent au chevron de gueules accompagné de trois doloires du même. |
| Blason de Embry | Détails | Armes de la famille de Renty, dont Oudart fut seigneur du village en 1487, auxquelles a été ajouté le chevron des armes des Vidart de Saint-Clair, Antoine de Vidart de Saint-Clair ayant été seigneur d'Embry en 1766. Adopté par la municipalité. |

## Pour approfondir

#### Bases de données, dictionnaires et encyclopédies
- Ressources relatives à la géographie :   - Insee (communes)
  - Ldh/EHESS/Cassini
- Ressource relative à plusieurs domaines :   - Annuaire du service public français
- Notices d'autorité :   - BnF (données)